# Jarkko Kauppinen
Jarkko Kauppinen, né le 6 avril 1982 à Vieremä, est un biathlète finlandais.

## Biographie
La carrière internationale de Kauppinen remonte à 2002, où il participe à ses premiers championnats du monde junior. Il prend part a la Coupe du monde à partir de la saison 2005-2006. Il est sélectionné pour ses premiers championnats du monde en 2007. C'est en 2007-2008, qu'il affiche ses premiers points au compteur en Coupe du monde (au mieux 21e cet hiver).
En ouverture de la saison 2012-2013 de Coupe du monde, à Östersund, il se place dixième de l'individuel, son meilleur résultat dans l'élite.
En 2014, il participe aux Jeux olympiques de Sotchi, se classant 78e du sprint.
Kauppinen dispute son ultime saison dans l'élite en 2014-2015.
Depuis la fin de sa carrière sportive, il a obtenu son master en agriculture à l'Université de Finlande orientale. En 2020, il devient le manager sportif de l'Association finlandaise de biathlon.

## Palmarès

### Jeux olympiques
| Épreuve / Édition           | Individuel | Sprint | Poursuite | Départ en masse | Relais | Relais mixte |
| Jeux olympiques 2014 Sotchi | —          | 78e    | —         | —               | —      | —            |

Légende :
- — : N'a pas participé à cette épreuve

### Championnats du monde
| Épreuve / Édition                  | Individuel | Sprint | Poursuite | Départ en masse | Relais | Relais mixte |
| Mondiaux 2007 Antholz              | 67e        | 57e    | 53e       | —               | –      | —            |
| Mondiaux 2008 Östersund            | 40e        | 81e    | -         | -               | 14e    | 10e          |
| Mondiaux 2011 Khanty-Mansiïsk      | 70e        | 58e    | 44e       | -               | 19e    | —            |
| Mondiaux 2012 Ruhpolding           | 42e        | 71e    | -         | —               | 20e    | —            |
| Mondiaux 2013 Nové Město na Moravě | 53e        | 38e    | 56e       | -               | 20e    | 18e          |
| Mondiaux 2015 Kontiolahti          | 75e        | 51e    | 58e       | -               | 13e    | -            |

Légende :

 : épreuve inexistante à cette date

— : Kauppinen n'a pas participé à cette épreuve

DNF : abandon

### Coupe du monde
- Meilleur classement général : 62e en 2013.
- Meilleur résultat individuel : 10e.

#### Différents classements en Coupe du monde
| Année     | Classement général final | Sprint | Poursuite | Individuel | Mass start |
| 2007-2008 | 73e                      | 65e    | 63e       | -          | -          |
| 2010-2011 | 88e                      | 72e    | -         | 72e        | -          |
| 2011-2012 | 82e                      | -      | 58e       | -          | -          |
| 2012-2013 | 62e                      | 70e    | 61e       | 36e        |            |
| 2013-2014 | 73e                      | 66e    | 69e       | -          | -          |